# ガーネツト
ガーネツトは日本の競走馬、繁殖牝馬。1959年に天皇賞（秋）と有馬記念を制覇し、啓衆社賞最優秀5歳以上牝馬を受賞した。
天皇賞と有馬記念を制した牝馬は、ガーネツト以外には1971年年度代表馬のトウメイしかいない。有馬記念優勝牝馬も、ガーネツト、スターロツチ（1960年優勝馬）、トウメイ、ダイワスカーレット（2008年優勝馬）、ジェンティルドンナ（2014年優勝馬）、リスグラシュー（2019年優勝馬）、クロノジェネシス（2020年優勝馬）、レガレイラ（2024年優勝馬）の8頭だけである。
なお、ガーネツトの出生当時は促音表記が許可されていなかったため、正式な表記はガーネツトであるが、発音は「ガーネット」であり、書籍などで記載される際にはガーネットでの表記も見られる。
また2008年まで日本中央競馬会 (JRA) の重賞として開催されていた「ガーネットステークス」は、本馬とは全く関連がない。

## 誕生までの経緯
1941年、馬好きの畑江五郎は小岩井農場から繁殖牝馬フロラヴアースを手に入れ、念願の馬産を始めた。血統こそ優秀なものの見てくれの悪いフロラヴアースを、畑江は自分の牧場の根幹牝馬にするべく力を注いだ。
ところが、繁殖生活2年目に念願の後継牝馬（父ミンドアー）が誕生した矢先、太平洋戦争の戦況悪化により畑江に召集令状が来てしまったため、畑江はミンドアーの娘を残すように厳命した上で、1944年6月に陸軍に入隊した。1948年、ソビエト連邦での捕虜生活からやっと戻った畑江は、農地解放政策でその多くを接収された牧場で、フロラヴアーズとミンドアーの娘・サンキストで再起を図る。畑江の期待に応え、目黒記念優勝馬ハヤオー、東京大賞典馬ケンチカラを輩出したサンキストは、1955年3月15日にトサミドリとの間に出来た4番目の仔としてガーネツトを送り出した。

## 戦績
1957年8月31日にデビューを果たしたガーネツトは、4戦目の未勝利戦で初勝利を挙げる。その後、3勝を重ねクラシックに挑戦するものの、非常に気難しく荒い性格が災いし、桜花賞6着、オークス5着（共に2番人気）に終わった。以降も、オープン戦以外では勝ち鞍を挙げられず、重賞未勝利のまま1959年秋を迎えた。
この年を最後に繁殖生活に入る予定のガーネツトは、引退土産を兼ね天皇賞（秋）に挑戦した。馬自体は絶好調だったもののタイトルに無縁という不安要素を抱えていたが、馬主の畑江は、ガーネツトに騎乗することになった伊藤竹男の「旦那、難しい言ったって馬だよ」という言葉で不安を一掃。レースは、オーテモンの予想以上の粘りに手間取ったもののハナ差競り勝ち、念願の初重賞を天皇賞で挙げることとなった。後に畑江は「あの時だけだね。前日から勝てると思ったのは」と語っている。
この勝利が決め手となり、ファン投票では締め切り時期の影響（天皇賞当日が締め切り日）から落選したものの、推薦により有馬記念出走が叶った。ところが、肝心のレース当日は雨で馬場が悪化した為、重馬場が苦手なガーネツトは12頭中9番人気の低評価であった。しかし、第3コーナーから徐々に外に持ち出し進出したガーネツトは、最後の直線では全く荒れていない外埒沿いを走るという鞍上・伊藤の作戦が見事に決まり、コマツヒカリ（1959年のダービー馬）・ハククラマ（1959年の菊花賞馬）を振り切り、ハタノボルに4馬身の差を付けて優勝した。

## 引退後
現在で言う古馬二冠制覇を果たして引退したガーネツトは、無事繁殖生活に入った。産まれる仔は母親似が多く、仔出しも産駒の成績も悪くなく、阪神3歳ステークス・弥生賞でタニノムーティエの2着となったウメノダイヤなどの活躍馬を送り出し、八大競走優勝馬を出せなかった事を除けば、それなりの成績を収めている。産駒の勝利数は母サンキストの勝利数と合わせると99勝を挙げている。
また産駒に牝馬が多かったので牝系にその血が多く残っている。孫のアサクサスケールがクイーンステークスを勝ち、エリザベス女王杯で2着となったほか、1994年の牝馬クラシック戦線に出走したノーザンプリンセスやサンデーサイレンスの初年度産駒で種牡馬になったエイシンサンディ、中山大障害を3連覇した名ジャンパーのポレール、2002年のきさらぎ賞・2006年の小倉大賞典に勝ったメジロマイヤー、2006年の皐月賞と東京優駿（日本ダービー）・2007年の天皇賞（春、秋）を勝ったメイショウサムソンと子孫に活躍馬を多く送り出している。

## 主な牝系図
- Mayonaise 1856 ---No.3-l始祖
  - Carine 1866
    - True Love 1878
      - Sterling Love 1883
        - Stirrup Cup 1890
          - *フロリースカツプ 1904 ←--- フロリースカツプ牝系に戻る
            - 第四フロリースカツプ 1912
              - フロリスト 1919 ←--- フロリスト牝系に戻る
                - 第弐フロリスト 1927
                  - フロラヴアース 1936
                    - サンキスト 1944
                      - ガーネツト 1955 ---↓改行

---↓ガーネツト牝系
牝系図の主要な部分（太字はGI級競走優勝馬）は以下の通り。
- ガーネツト 1955（有馬記念、天皇賞（秋））
  - テシオ 1964
    - ケイフアバー 1977
      - クーリツジ 1983
        - メジロエルナス 1992
          - メジロマイヤー 1999（小倉大賞典、きさらぎ賞）

  - サニールビー 1968
    - レッドジャガー 1977（毎日杯）

  - ケープルビー 1969
    - シルバーナイキ 1978
      - ワイドセイコー 1982（東海桜花賞）
      - エイシンウイザード 1986
        - エイシンサンディ 1993

      - サクラササヤキ 1988
        - トーホウドリーム 1997（産経大阪杯）

  - ヒダクイン 1971
    - シークイン 1981
      - ポレール 1991（中山大障害（春）、中山大障害（秋）、阪神障害S（秋）、東京障害特別（春））

    - ヒダプリンセス 1985
      - ナイキペガサス 1999（佐賀ニューイヤーC）

  - エール 1972
    - アサクサスケール 1982（クイーンS）
    - ウイルプリンセス 1983
      - ノーザンプリンセス 1991
        - エイグレット 2000
          - ミトラ 2008（金鯱賞、福島記念）

      - マイヴィヴィアン 1997
        - メイショウサムソン 2003（皐月賞、東京優駿、天皇賞（春）、天皇賞（秋）、産経大阪杯、スプリングS）

牝系図の出典：牝系検索α

## エピソード
- 鼻差で勝利した天皇賞（秋）で、並んでゴールインしたオーテモンと写真判定となる。ガーネツトの馬主と関係者一同が移動中、偶然オーテモンの馬主である永田雅一がエレベーター内で一緒になった。「俺の馬が勝ったんだぞ！」と永田雅一が誇らしげに話している一方で、ガーネツトの関係者達は負けたと思い暗い雰囲気だった。長い写真判定の結果、ガーネツトが1着、オーテモン2着となり写真判定前と打って変わり、ガーネツトの馬主関係者が喜んでいる一方で永田雅一が愕然とした表情で落ち込んでいた。オーテモンは翌年の天皇賞（秋）で優勝し、前年の雪辱を果たしている。
- 有馬記念の映像を見ると、最後の直線で超大外でガーネツトが疾走したので、カメラから視界が消え映らなくなっているので、埒にぶつかって競走中止したか消えたように見える。最後の100mでようやく姿が見えてゴールイン。
- 有馬記念優勝後の祝勝会で、畑江五郎が友人達と一緒に酒を呑んでいた時に「フロラヴァースを手放さなくて本当に良かった…」と涙を流しながら話をした。

## 血統表
| ガーネツトの血統（ブランドフォード系 / アウトブリード） | ガーネツトの血統（ブランドフォード系 / アウトブリード） | ガーネツトの血統（ブランドフォード系 / アウトブリード） | （血統表の出典）    | （血統表の出典） |
| 父 トサミドリ 1946 鹿毛                                 | 父の父*プリメロ Primero 1931 鹿毛                       | Blandford                                               | Swynford            | Swynford         |
| 父 トサミドリ 1946 鹿毛                                 | 父の父*プリメロ Primero 1931 鹿毛                       | Blandford                                               | Blanche             |                  |
| 父 トサミドリ 1946 鹿毛                                 | 父の父*プリメロ Primero 1931 鹿毛                       | Athasi                                                  | Farasi              | Farasi           |
| 父 トサミドリ 1946 鹿毛                                 | 父の父*プリメロ Primero 1931 鹿毛                       | Athasi                                                  | Athgreany           |                  |
| 父 トサミドリ 1946 鹿毛                                 | 父の母*フリッパンシー Flippancy 1924 黒鹿毛             | Flamboyant                                              | Tracery             | Tracery          |
| 父 トサミドリ 1946 鹿毛                                 | 父の母*フリッパンシー Flippancy 1924 黒鹿毛             | Flamboyant                                              | Simonath            |                  |
| 父 トサミドリ 1946 鹿毛                                 | 父の母*フリッパンシー Flippancy 1924 黒鹿毛             | Slip                                                    | Robert Le Diable    | Robert Le Diable |
| 父 トサミドリ 1946 鹿毛                                 | 父の母*フリッパンシー Flippancy 1924 黒鹿毛             | Slip                                                    | Snip                |                  |
| 母 サンキスト 1934 鹿毛                                 | 母の父*ミンドアー Mint d'Or 1922 鹿毛                   | Spearmint                                               | Carbine             | Carbine          |
| 母 サンキスト 1934 鹿毛                                 | 母の父*ミンドアー Mint d'Or 1922 鹿毛                   | Spearmint                                               | Maid of the Mint    |                  |
| 母 サンキスト 1934 鹿毛                                 | 母の父*ミンドアー Mint d'Or 1922 鹿毛                   | Lady Orb                                                | Orby                | Orby             |
| 母 サンキスト 1934 鹿毛                                 | 母の父*ミンドアー Mint d'Or 1922 鹿毛                   | Lady Orb                                                | Lady Edgar          |                  |
| 母 サンキスト 1934 鹿毛                                 | 母の母フロラヴアース 1936 鹿毛                          | *シアンモア Shian Mor                                   | Buchan              | Buchan           |
| 母 サンキスト 1934 鹿毛                                 | 母の母フロラヴアース 1936 鹿毛                          | *シアンモア Shian Mor                                   | Orlass              |                  |
| 母 サンキスト 1934 鹿毛                                 | 母の母フロラヴアース 1936 鹿毛                          | 第弐フロリスト                                          | *ラシカツター       | *ラシカツター    |
| 母 サンキスト 1934 鹿毛                                 | 母の母フロラヴアース 1936 鹿毛                          | 第弐フロリスト                                          | フロリスト F-No.3-l |                  |

- 4代母フロリスト（競走馬名フロラーカツプ）は1924年の帝室御賞典・優勝内国産馬連合競走勝ち馬。
- 6代母フロリースカツプは小岩井農場の基礎輸入牝馬の1頭。